# 余美華
余美華 (Yu Mei Wah)，香港電影演員，祖籍廣東省惠州市博羅縣. 余女士的銀幕處女作是《風塵俠犬》(1953年，飾演李湘)，息影作《聰明太太笨丈夫》(1969年，飾演黃寶帆夫人)，參演約50齣電影。
- 余美華與上官筠慧、張英才、司馬華龍、李鳳聲(李香凝)、金雷及夏春秋均是「永茂」的基本演員，與亦是外借給其它影片公司最多的演員，她多演反派角色，有魔鬼般的身段，尤演妓女、交際花、狐狸精等壞女人角色。她在空閒時，勤力學習國語、英語、電影理論及駕駛汽車等[1]。

- 與「永茂」解約後，1957年7月20日(星期六)晚上在香港島銅鑼灣啟超道的新居，余美華與喇沙書院的畢業生萬希程(Van Kwok Shsing)先生舉行婚禮，當晚在香港島中環德輔道中先施公司六樓的「中國酒家」設置婚宴[2]。

## 余美華的部分電影
- 《風塵俠犬》(1953年，飾演李湘)
- 《養子當知父母恩》(1953年，飾演白靈)
- 《飄零女》(1954年，飾演余貴常夫人)
- 《歷盡艱辛一婦人》(1954年，飾演白萍)
- 《大觀園》(1954年，飾演晴雯)
- 《梨花一枝春帶雨》(1954年，飾演阿鳳)
- 《如此人生》(1954年，飾演生觀音)
- 《失足恨》(1954年，飾演金玫瑰)
- 《孽緣》(1955年，飾演姨太太)
- 《一片冰心》(1955年，飾演水鳳仙)
- 《家教》(1955年，擔任女主角，飾演莫巧心)
- 《余之妻》(1955年，飾演金枝)
- 《長相憶》(1955年，飾演劉麗珍)
- 《大鬧粉粧樓》(1955年，擔任女主角，飾演秋紅)
- 《一片飛花》(1956年，擔任女主角，飾演馮慧梅)
- 《人面桃花相映紅》(1956年，擔任女主角，飾演馬珊瑚)
- 《黃飛鴻官山大賀壽》(1956年，擔任女主角，飾演周小紅
- 《黑夜奇冤》(1956年，飾演梁玉蘭)
- 《妒海花》(1957年，擔任女主角，飾演侯悅容)
- 《復活玫瑰》(1963年，飾演李綺蓮)
- 《妙賊》(1963年，飾演查郝氏)
- 《一對好冤家》(1963年，飾演丁夫人)
- 《孽債親情》(1965年，飾演阿紅)
- 《痴男怨女》(1964年，飾演陳美寶)
- 《一劍恩仇》(1964年，飾演史雲程夫人)
- 《神劍王子》(1964年，飾演黑皇后)
- 《死亡角之夜》(1964年，飾演蘭姨)
- 《蘭閨怨婦》(1964年，飾演馬鳳屏)
- 《花花公子》(1964年，飾演莉莉)
- 《得運一條龍》(1964年，飾演周妙玲)
- 《出嫁從妻》(1965年，飾演李如芳)
- 《結婚的秘密》(1965年，飾演周夫人)
- 《八個兇手》(1965年，飾演白蓮紅，黃百川第三任太太)
- 《化身情人》(1965年，飾演賓客 )
- 《遺產一百萬》(1966年)
- 《女賊黑野貓》(1966年，飾演麗莎)
- 《莫忘今宵》(1966年，飾演顏如玉)
- 《播音王子》(1966年，飾演露絲)
- 《巴士奇遇結良緣》(1966年，飾演王惠玲的母親陳美施)
- 《藍色夜總會》(1967年，飾演江夫人)
- 《金鷗》(1967年，飾演情婦李妮)
- 《一見痴情》(1967年，飾演周美玲)
- 《危險十七歲》(1968年，飾演莎莉)
- 《愛他、想他、恨他》(1968年，飾演甘露)
- 《聰明太太笨丈夫》(1969年，飾演黃寶帆夫人)

## 外部連結
- 香港電影資料館：余美華參演電影的記錄[永久]
- 香港影庫：余美華 （页面存档备份，存于）